# Zinkenbach (Wolfgangsee)
Der Zinkenbach ist ein Bach aus der Osterhorngruppe zum Wolfgangsee bei Sankt Gilgen und Strobl im Salzburger Salzkammergut. Er wurde um das Jahr 800 als Zinkinpach erstmals urkundlich genannt.

## Lauf und Landschaft
Der Bach bildet sich zwischen Breitenberg (1260 m ü. A.) westlich, Zinkeneck (1440 m ü. A.) am Osterhorn südlich und Wieslerhorn (1602 m ü. A.) östlich, beim Schreinbachfall, auf 639 m ü. A. Er entsteht durch den Zusammenfluss des Königsbachs, seinem linken Hauptlauf, der zwischen Breitenberg und Osterhorn entwässert, mit dem Schreinbach aus dem Kessel zwischen Osternhorn, Postalm und Wieslerhorn. Kurz danach mündet von rechts auch noch der Weißrießbach, der zwischen Wieslerhorn und dem Windkogel (1557 m ü. A.) an der Postalm entspringt. Der Zinkenbach rinnt in einem tiefen Graben nordostwärts, ab unterhalb vom Vitz am Berg nordwärts.
Dann schlägt er nach gut 3 Kilometern seines Laufs, bei der Einmündung des Steingrabens, einen Haken nach Osten und bricht aus den Bergen in das Wolfgangtal. Hier liegt der Ort Abersee (ehemals Zinkenbach genannt). In Folge bildet er den umfangreichen Schwemmfächer, der – zusammen mit dem des Dillbachs vom Schafberg gegenüber – den Wolfgangsee auf unter 250 Meter Breite einengt und in zwei Teile gliedert, den St.-Gilgener Obersee und den St-Wolfgang-Strobler Untersee. Der Bach durchrinnt diese Zinkenbach-Halbinsel nordostwärts.
Auf 558 m ü. A. quert die Wolfgangsee Straße (B158) den Bach, es folgt links der Ort Langgassen, rechts Häuser von Gschwendt, dann links etwas abseits Reith und rechts Forsthub. Nach knapp 6,5 Kilometern Lauf mündet der Zinkenbach gegenüber von St. Wolfgang in den See, der auf 538 m ü. A. liegt.
Der Bach bildet auf seiner ganzen Länge die Gemeindegrenze St. Gilgen–Strobl. Seinen Namen hat er vom Hohen Zinken (1764 m ü. A.) südwestlich des Osterhorns.

## Hydrographie und Natur
Der Zinkenbach ist der Hauptzubringer des Wolfgangsees, er ist im Unterlauf über 20 Meter breit, fällt aber im Sommer dort oft trocken, weil er im Untergrund versickert, und bildet eine den norditalienischen Torrentes gleichende Geröllfläche. Der Bach schwillt bei Niederschlägen sehr schnell als Sturzbach an und transportiert bei Hochwässern große Menge an Geschiebe. Sein Mündungstrichter, die Zinkenbach-Halbinsel, schiebt sich sukzessive in den See, der an seiner Schmalstelle nurmehr gut 20 m tief ist. Der Bach ist mit etlichen Wildbachsperren gesichert, die um 2013 auf neuen technisch-ökologischen Stand gebracht wurden.
Der Unterlauf gehört zum Landschaftsschutzgebiet Schafberg–Salzkammergutseen (LSG 46). Bei Abersee liegt direkt am Bach ein Arboretum. Das Natura-2000-Gebiet Zinkenbach-Karlgraben liegt im Quellgebiet des Königsbachs.